# نالس

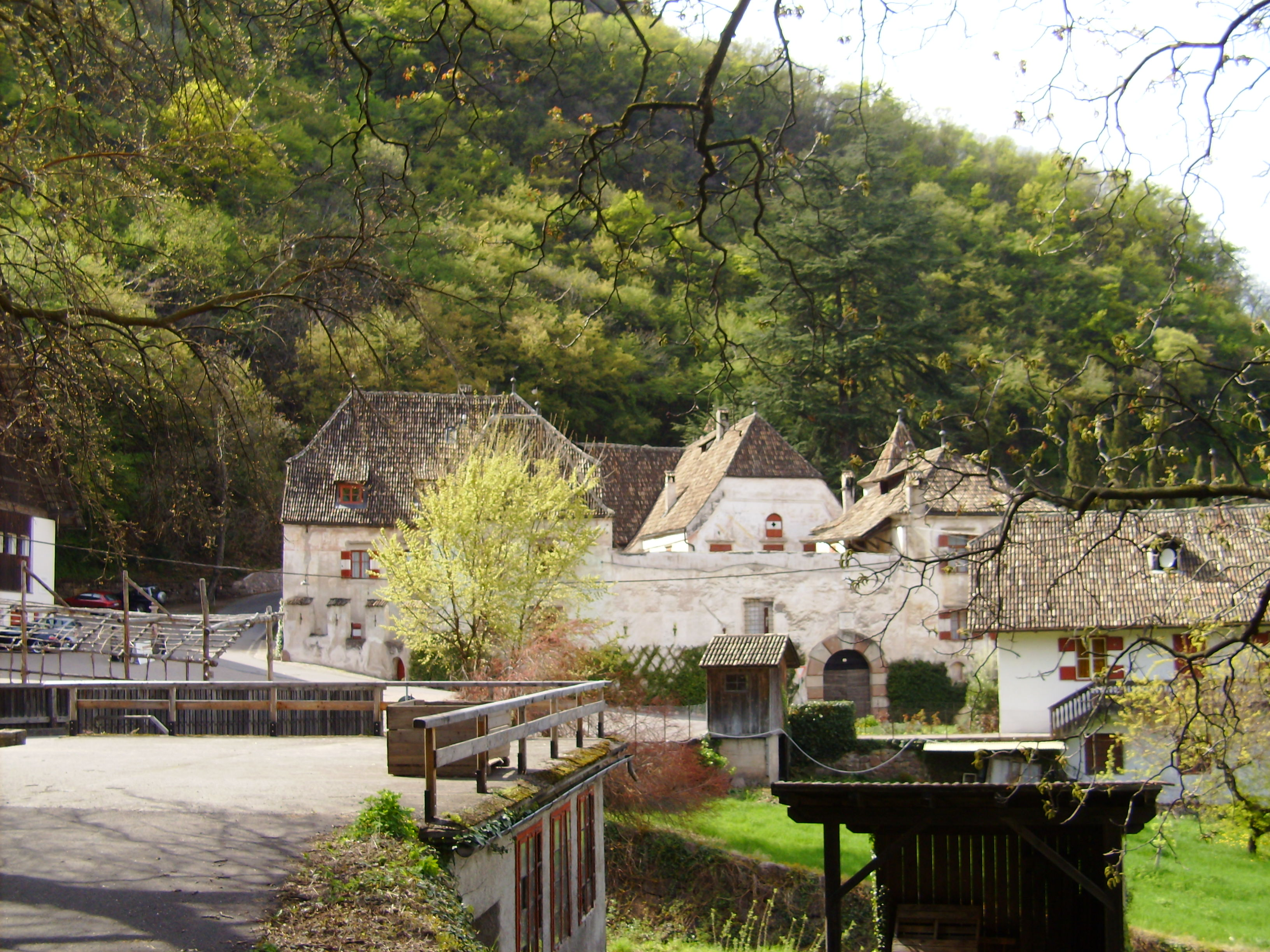
منطقه مسکونی در ایتالیا

نالس (به ایتالیایی: Nalles) یک منطقهٔ مسکونی در ایتالیا است که در تیرول جنوبی واقع شده‌است.

## خصوصیات
نالس ۱۲٫۳ کیلومترمربع مساحت و ۱٬۸۱۵ نفر جمعیت دارد و ۳۲۱ متر بالاتر از سطح دریا واقع شده‌است.